# 奇通圭扎

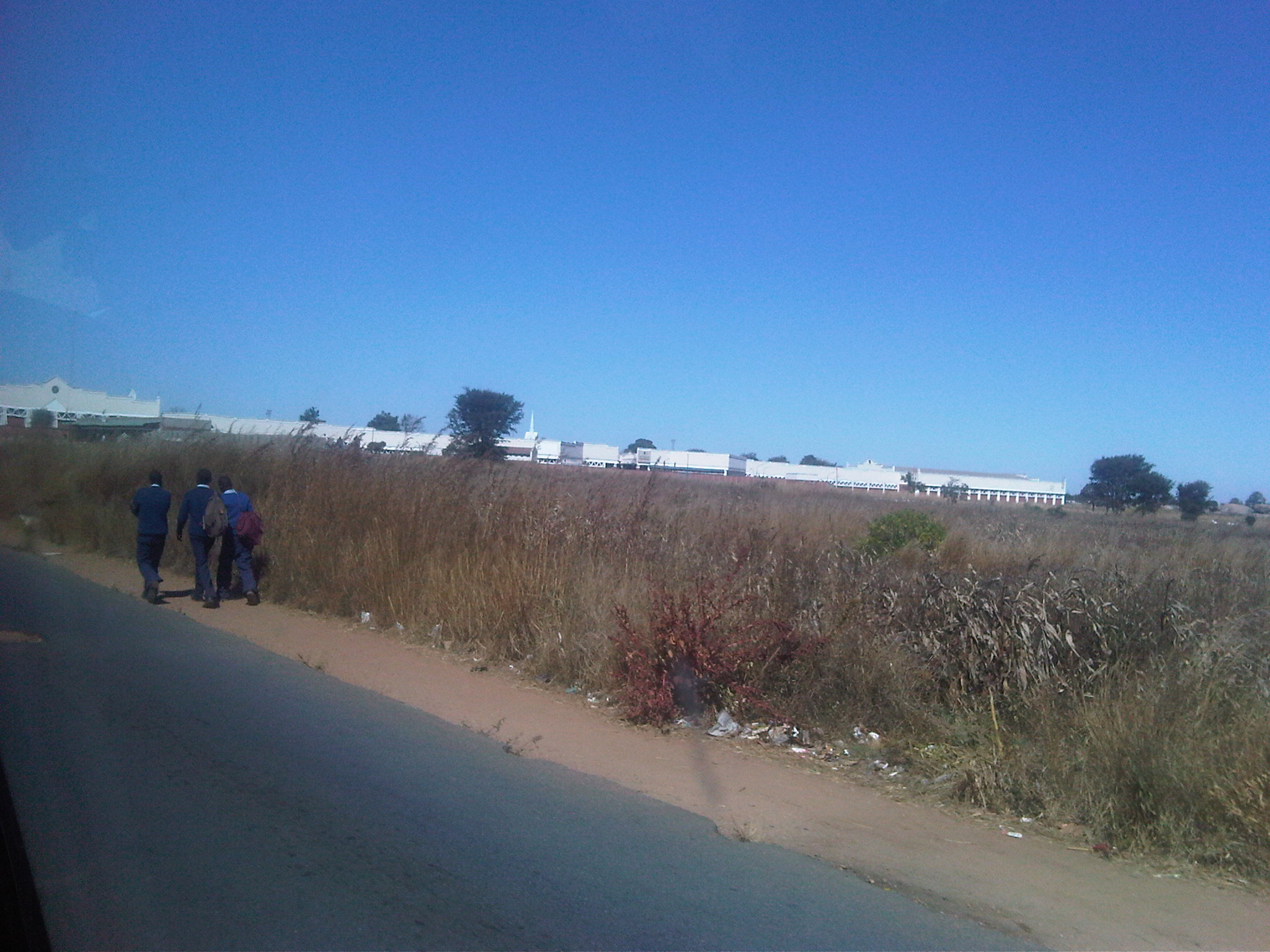
奇通圭扎

奇通圭扎是位於辛巴威哈拉雷省的一个城镇。根據2022年人口普查，奇通圭扎的人口为 371,244 人。 從奇通圭扎出發，可以通過兩條道路前往哈拉雷 。當地有一個水上运动中心，建于1995 年，是當局為迎接非洲运动会而建造的建築。 